# Hertogdom Westfalen
Het hertogdom Westfalen was een historisch land in het Heilige Roomse Rijk.
Het hertogdom ontstond in een groter gebied met de naam Westfalen, dat aanvankelijk gewoon de westelijke vlakte was van het oude stamhertogdom Saksen.  Karel de Grote had de kerstening van dat gebied over de Rijn tot aan de Wezer aan de bisschoppen van Keulen toegewezen. In 1180 kreeg de aartsbisschop van Keulen ook de hertogelijke titel van Westfalen en Engern. Dat werd dus een soort neventitel van diens eigen Keur-Keulen aan de westelijke Rijnoever. Het nieuwe gebied was niet afgebakend en de rechten onduidelijk omschreven. De bisschop lag dan ook voortdurend in conflict met andere vorsten in het gebied. Veel werkelijke macht stelde de hertogstitel daar bijgevolg niet voor, behalve uiteindelijk in een kleine zone rond de huidige districten Olpe en Hochsauerlandkreis.  Op de meeste oude kaarten wordt dit kleine gebied dan ook als het hertogdom Westfalen afgebeeld. Er ontwikkelde zich daar geen enkele grote stad; Arnsberg was zowat het centrum.
Paragraaf 7 van de Reichsdeputationshauptschluss van 25 februari 1803 kende het hertogdom met onderhorigheden en met name Volkmarsen toe aan de landgraaf van Hessen-Darmstadt. Het werd een van drie provincies van dit vorstendom. In 1815 wees het Congres van Wenen het voormalige hertogdom toe aan Pruisen, waar het opgenomen werd in de provincie Westfalen. Hessen-Darrmstadt kreeg ter compensatie een nieuwe derde provincie op de linker Rijnoever. De Pruisische provincie Westfalen ging in 1946 op in de bondsstaat Noordrijn-Westfalen.

## Administratieve indeling omstreeks 1750
- heerlijkheid Alme
- gerecht Arnsberg
- ambt Balve
- ambt Bilstein
- gerecht Bödefeld
- ambt Brilon
- heerlijkheid Canstein
- gogerecht Erwitte
- bovenambt Fredeburg
- nederambt Fredeburg
- gogerecht Geseke
- ambt Medebach
- gerecht Mellrich
- ambt Menden
- gerecht Oberkirchen
- heerlijkheid Padberg
- gogerecht Rüthen
- heerlijkheid Scharfenberg
- stad Schmallenberg
- ambt Stadtberge
- gerecht Valbert (gemeenschappelijk met graafschap Mark)
- ambt Volkmarsen (exclave)
- ambt Waldenburg
- ambt Werl